# Filtre (médias numériques)
Pour les articles homonymes, voir Filtre.
Dans le domaine des médias numériques, un filtre est un traitement appliqué à une image numérique pour lui donner une apparence spécifique ou pour en améliorer certains aspects.
Les filtres numériques, généralement appliqués à l'aide de logiciels de retouche photo, sont souvent utilisés dans les médias sociaux. Ils permettent aux photographes de produire des effets créatifs, d'améliorer des caractéristiques de l'image, d'offrir une atmosphère particulière ou de corriger certains défauts.
Conçus à l'origine pour imiter les effets des filtres d'appareil photo, les filtres photo ou filtres de beauté se sont depuis développés parallèlement aux technologies de reconnaissance faciale et à la réalité augmentée, notamment pour modifier l'apparence des selfies pris sur des smartphones.

## Histoire
Les débuts de la photographie numérique remontent aux années 1970 et 1980, puis l'avènement des logiciels de traitement d'image comme Adobe Photoshop dans les années 1990 permet aux filtres numériques de commencer à se populariser. Les premiers filtres numériques sont souvent des simulations des filtres physiques, et permettent aux photographes de reproduire les effets traditionnels sans avoir à utiliser des filtres physiques sur leur objectif.
Les filtres numériques offrent l'avantage de pouvoir être appliqués de manière non destructive : contrairement aux filtres physiques, qui sont appliqués directement à l'objectif de l'appareil photo, les filtres numériques peuvent être ajoutés ou modifiés à tout moment pendant le processus de post-traitement. Cela permet aux photographes d'expérimenter et d'ajuster les effets selon leurs préférences sans altérer l'image d'origine. De plus, les filtres numériques offrent souvent une plus grande variété d'options et permettent aux utilisateurs de créer leurs propres effets personnalisés.
À partir des années 2010, l'introduction des smartphone dotés d'une caméra-selfie entraîne une augmentation considérable du nombre de selfies qui peuvent désormais être améliorés en utilisant des applications comme Instagram pour ajouter des effets de lumière valorisants, créant ainsi une apparence plus avantageuse.
En septembre 2011, la mise à jour Instagram 2.0 introduit les filtres en direct permettant à l'utilisateur de prévisualiser l'effet du filtre pendant la prise de vue avec l'appareil photo de l'application. Le hashtag #NoFilter décrivant une image non retouchée devient populaire vers 2013,.
Les filtres sont devenus des outils incontournables pour explorer la créativité et donner une esthétique particulière aux images. Avec les évolutions technologiques, les filtres proposés par les applications deviennent de plus en plus sophistiqués, rendant certaines retouches indétectables.

## Effets psychologiques
Du point de vue psychologique, l'utilisation de filtres photo peut avoir divers effets sur les individus, à la fois pour ceux qui appliquent les filtres et ceux qui les regardent.
En améliorant l'apparence d'une image, les filtres peuvent créer une esthétique idéalisée généralement perçue comme agréable, attractive et séduisante ; cependant, ils contribuent à former une perception déformée de la réalité, tant pour l'apparence d'un individu que pour l'aspect d'un paysage et l'atmosphère qu'il engendre.
La modification de l'apparence d'une personne via les filtres numériques (lisser la peau, modifier les traits du visage, ajout des effets artistiques) peut influencer significativement la façon dont une personne perçoit son propre visage et son corps, elle peut conduire à une altération de l'estime de soi ou à une comparaison avec des idéaux de beauté irréalistes.
Certains jeunes utilisateurs des réseaux sociaux peuvent souffrir de dysmorphisme, voire de dysmorphophobie, et envisager des interventions de chirurgie esthétique pour atteindre l'apparence idéalisée qu'ils perçoivent à travers les filtres.
Le recours aux retouches numériques est souvent critiqué pour ses effets néfastes sur la santé mentale des adolescents, le gouvernement français propose en mars 2023, une mesure visant à rendre obligatoire l'affichage d'une mention indiquant l'utilisation d'un filtre ou d'une retouche sur le contenu promotionnel diffusé par les influenceurs.